# Чилинь
Чилинь, Чи-Лин? (кит. упр. 志蓮淨苑, палл. Чжилянь цзинъюань) — действующий женский монастырь в Гонконге, (регион Цзюлун, район Даймонд-Хилл). Раскинувшийся на площади в 33 000 квадратных метров монастырский комплекс включает в себя непосредственно монастырь, обрядные залы, китайские сады, гостиницу для посетителей и вегетарианский ресторан.
В залах монастыря находятся статуи Будды Гаутамы, мифологического божества Гуаньинь и других Бодхисаттв. Статуи выполнены из золота, глины, древесины и камня.

## Фотогалерея

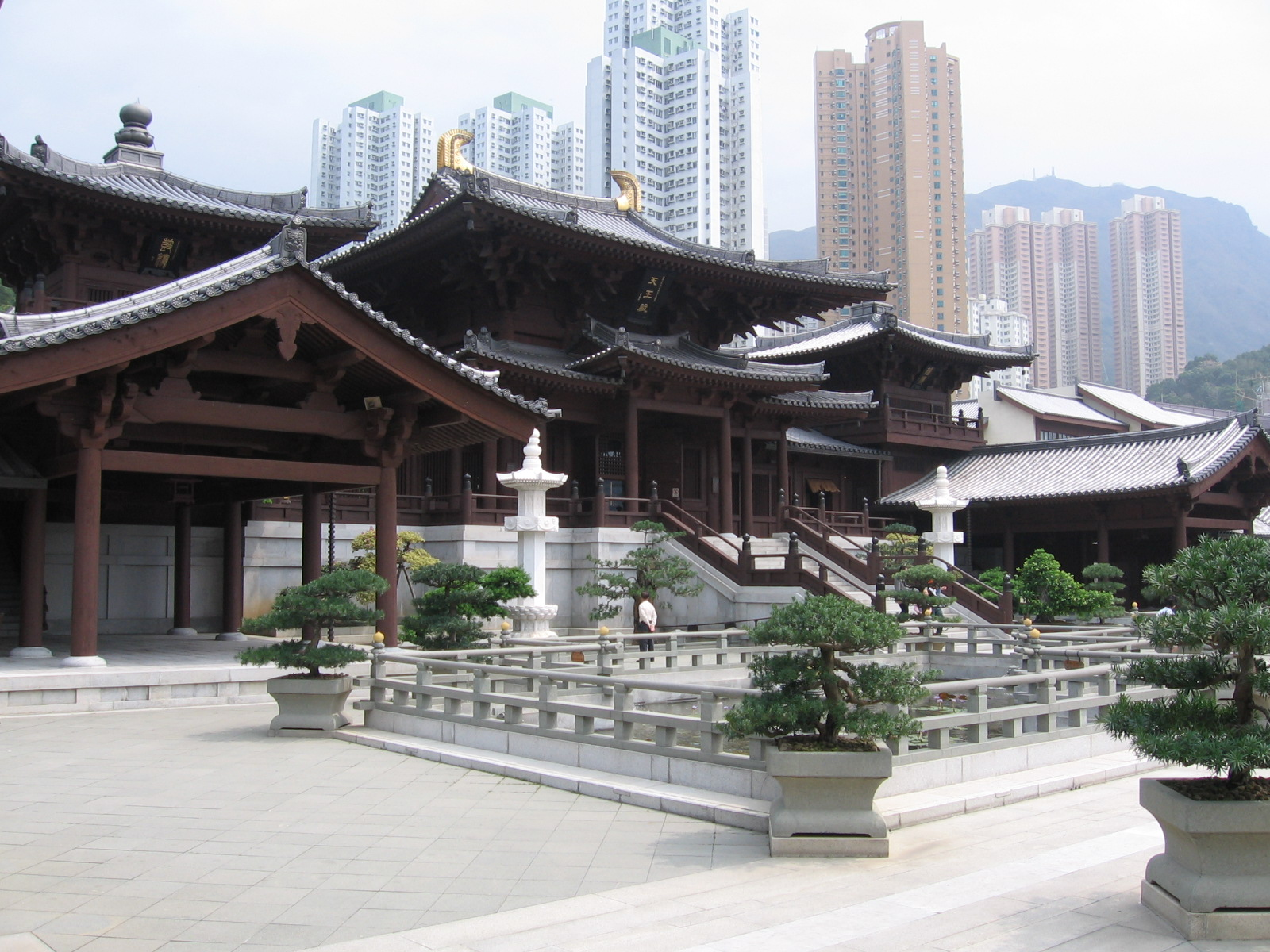
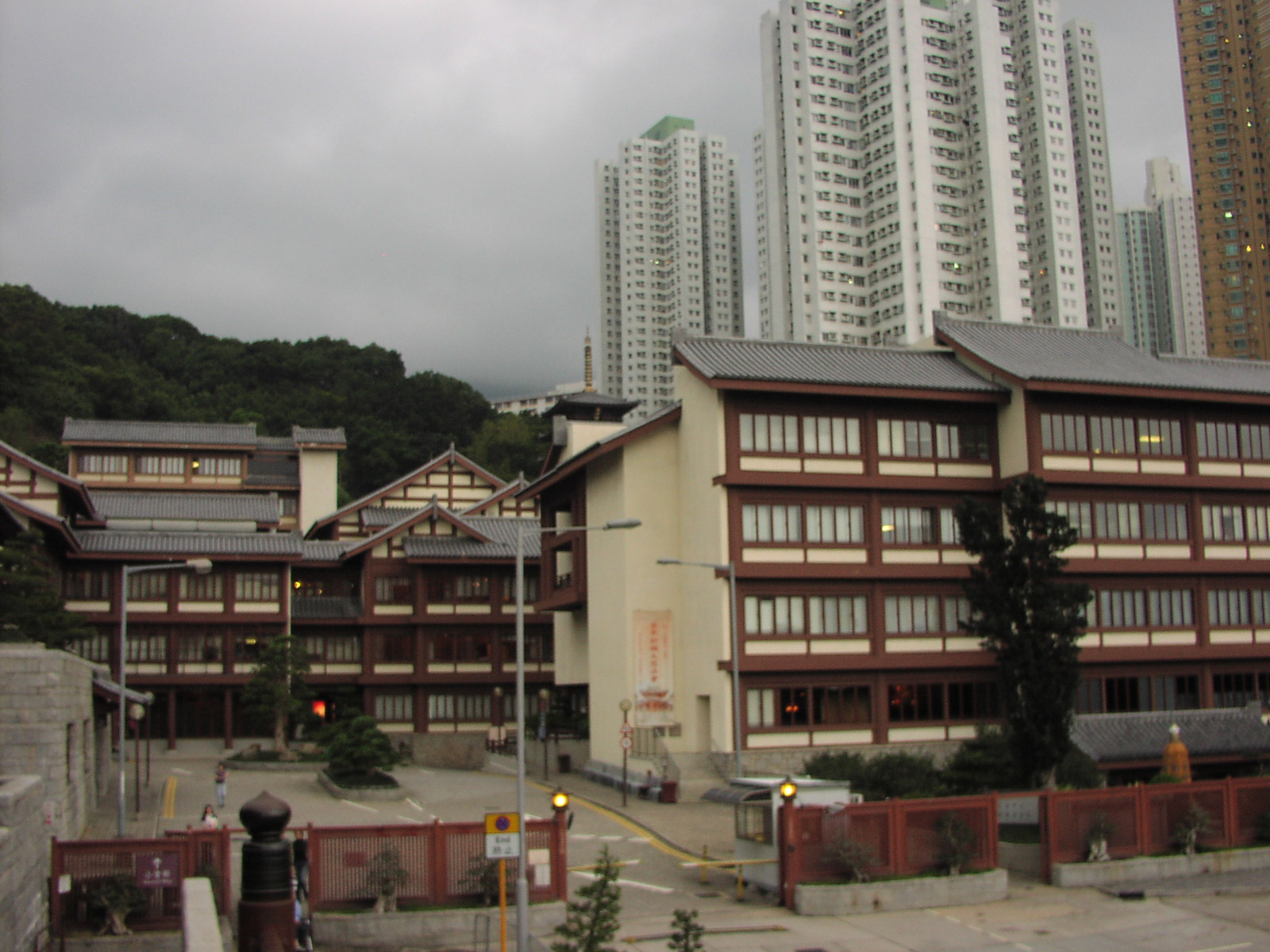
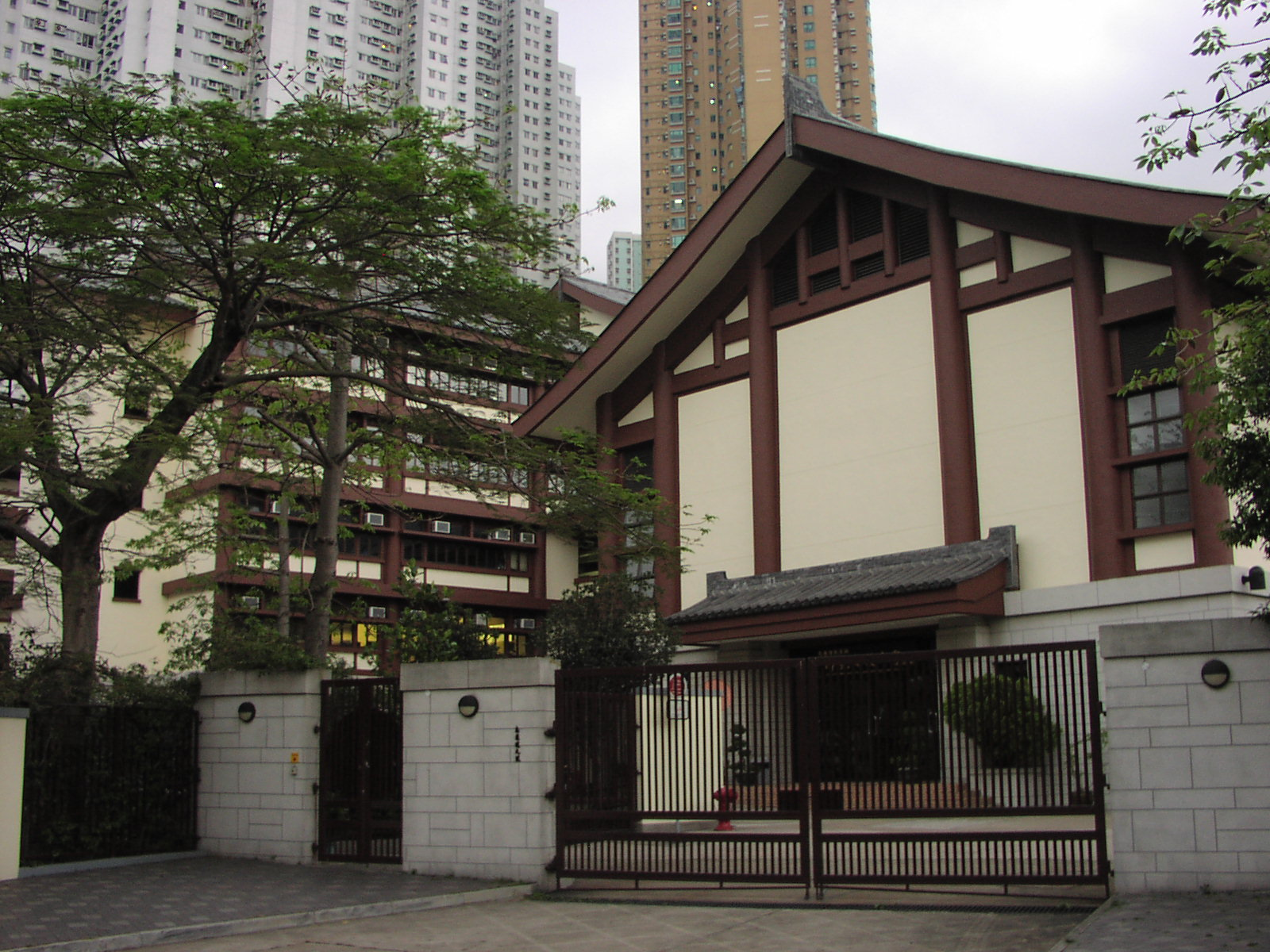
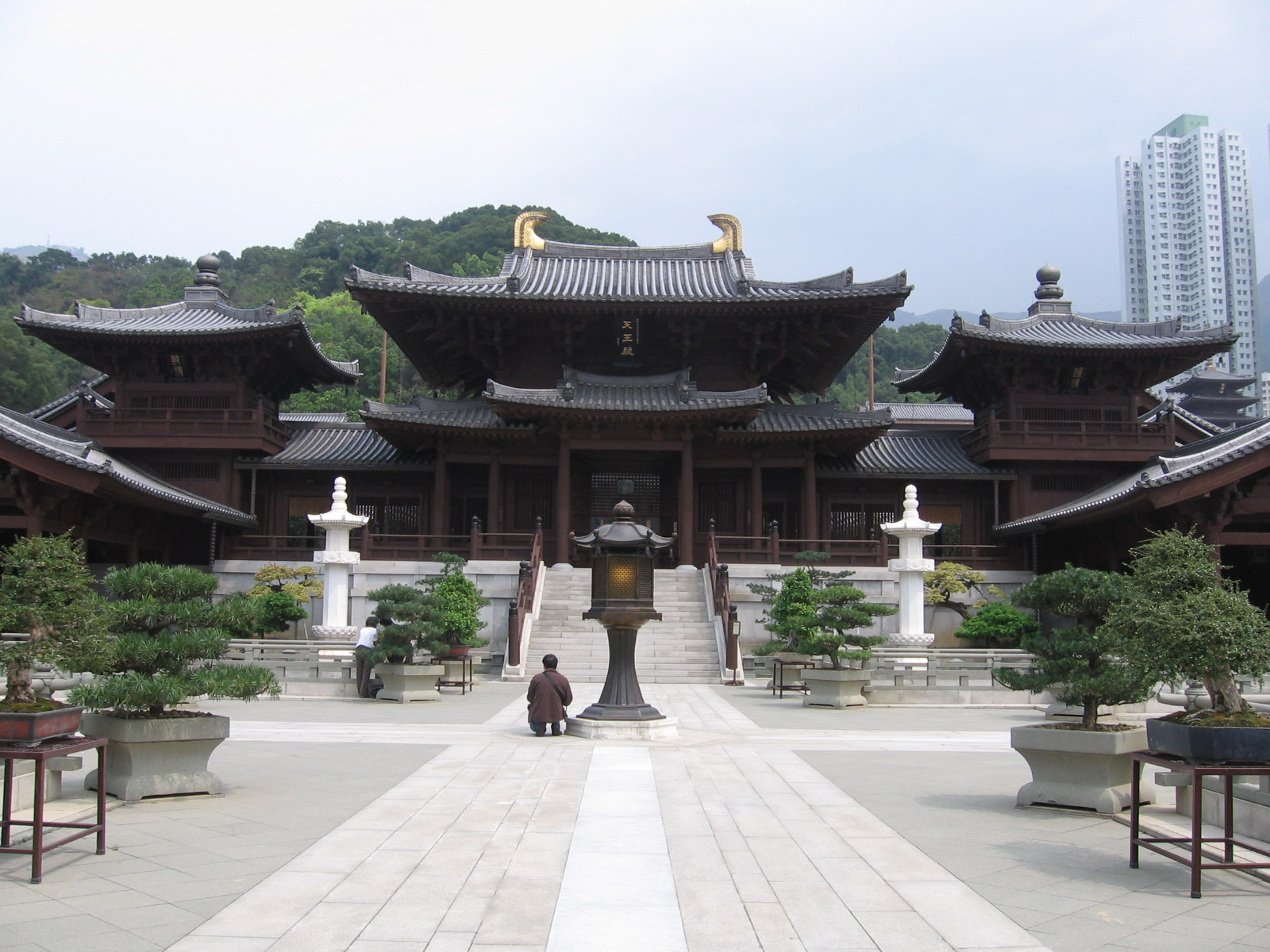
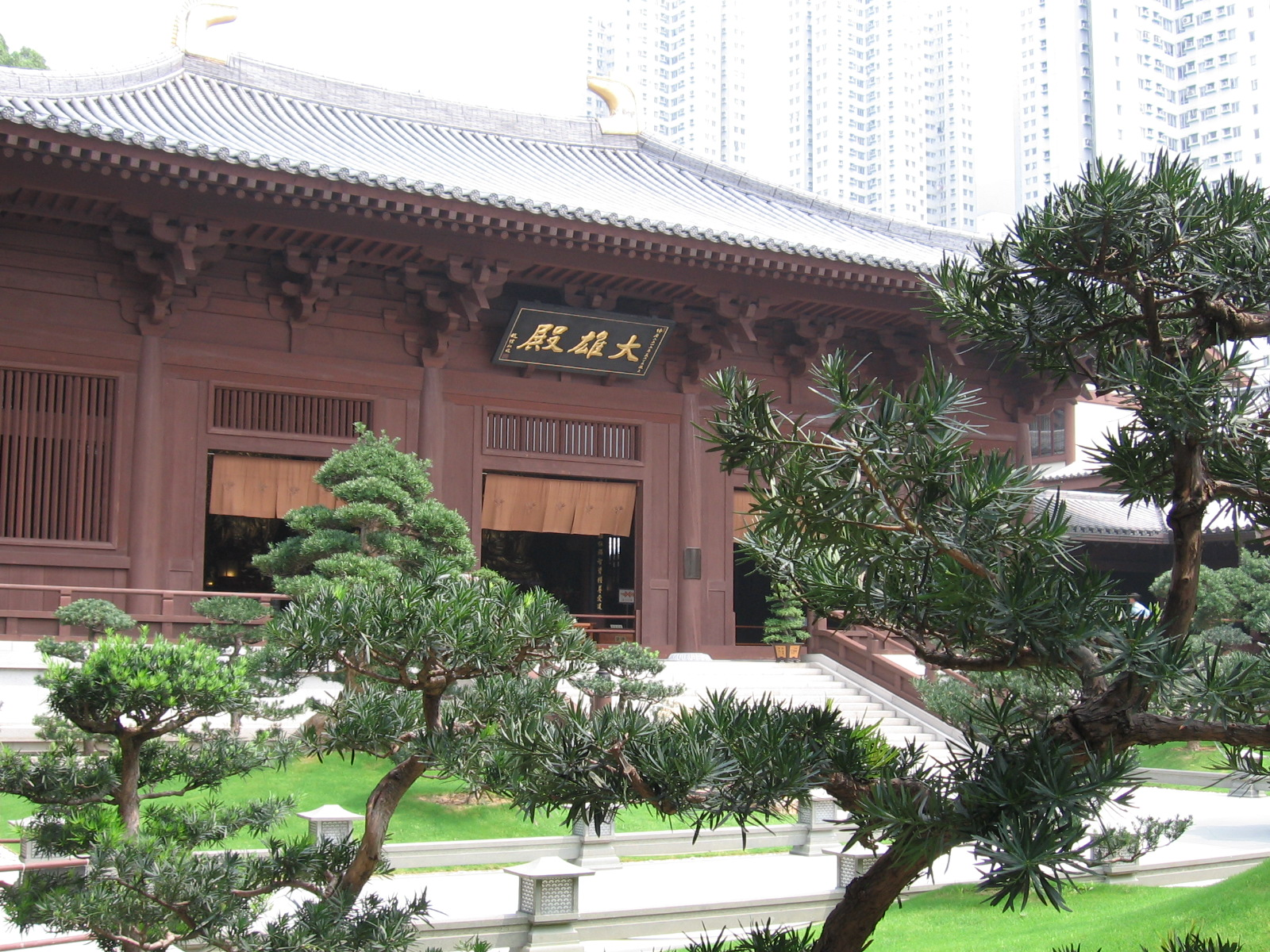
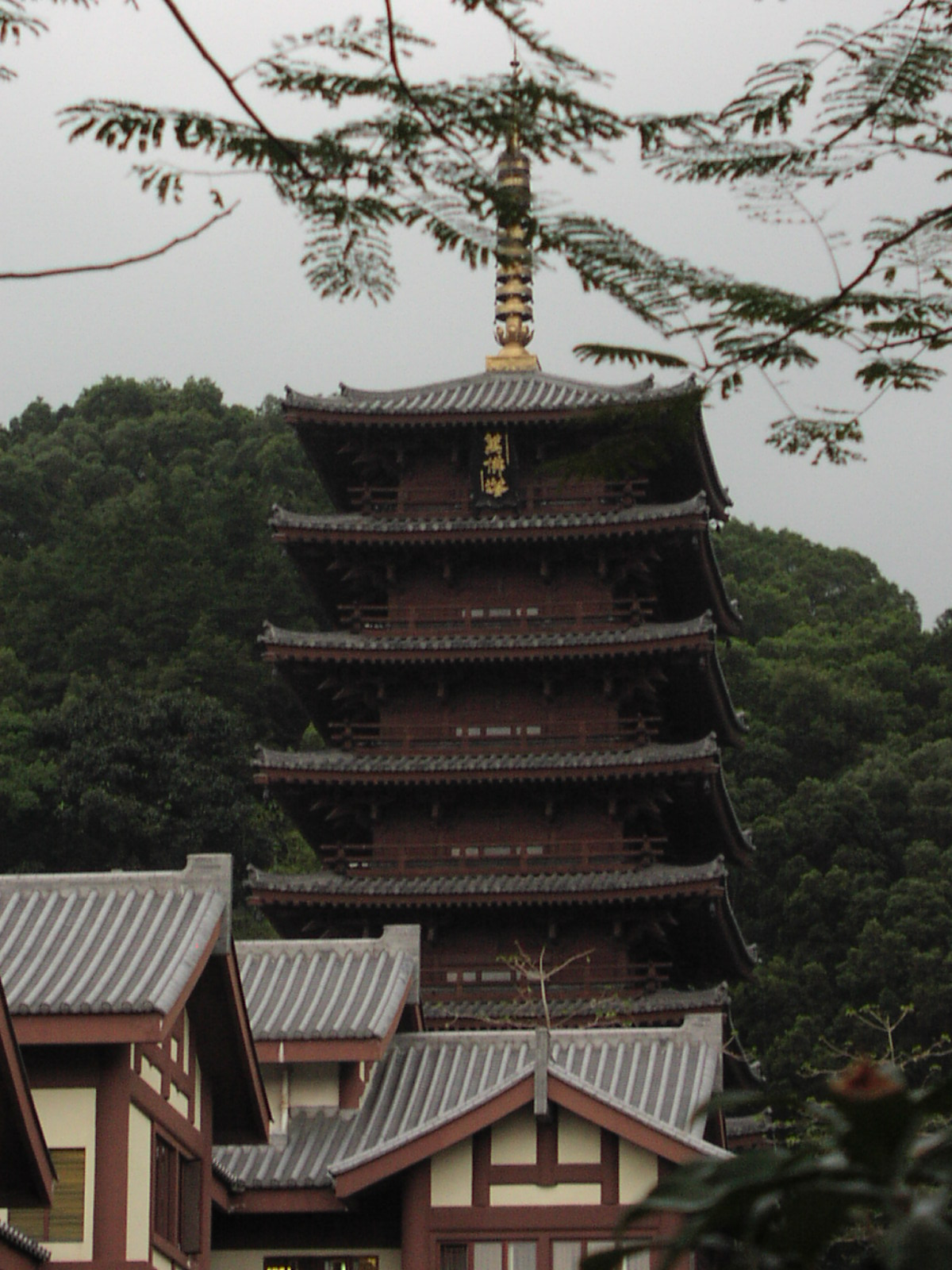
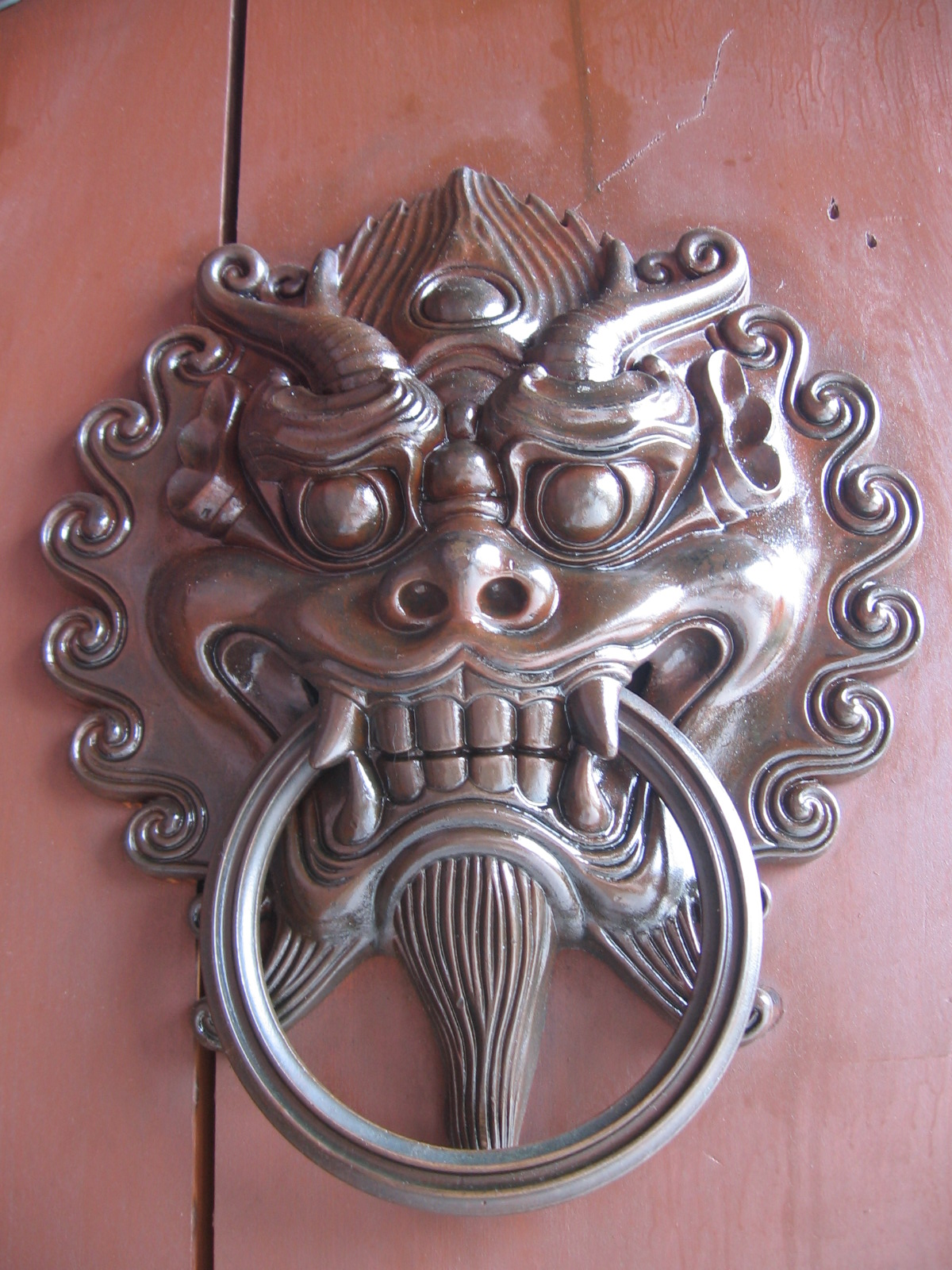
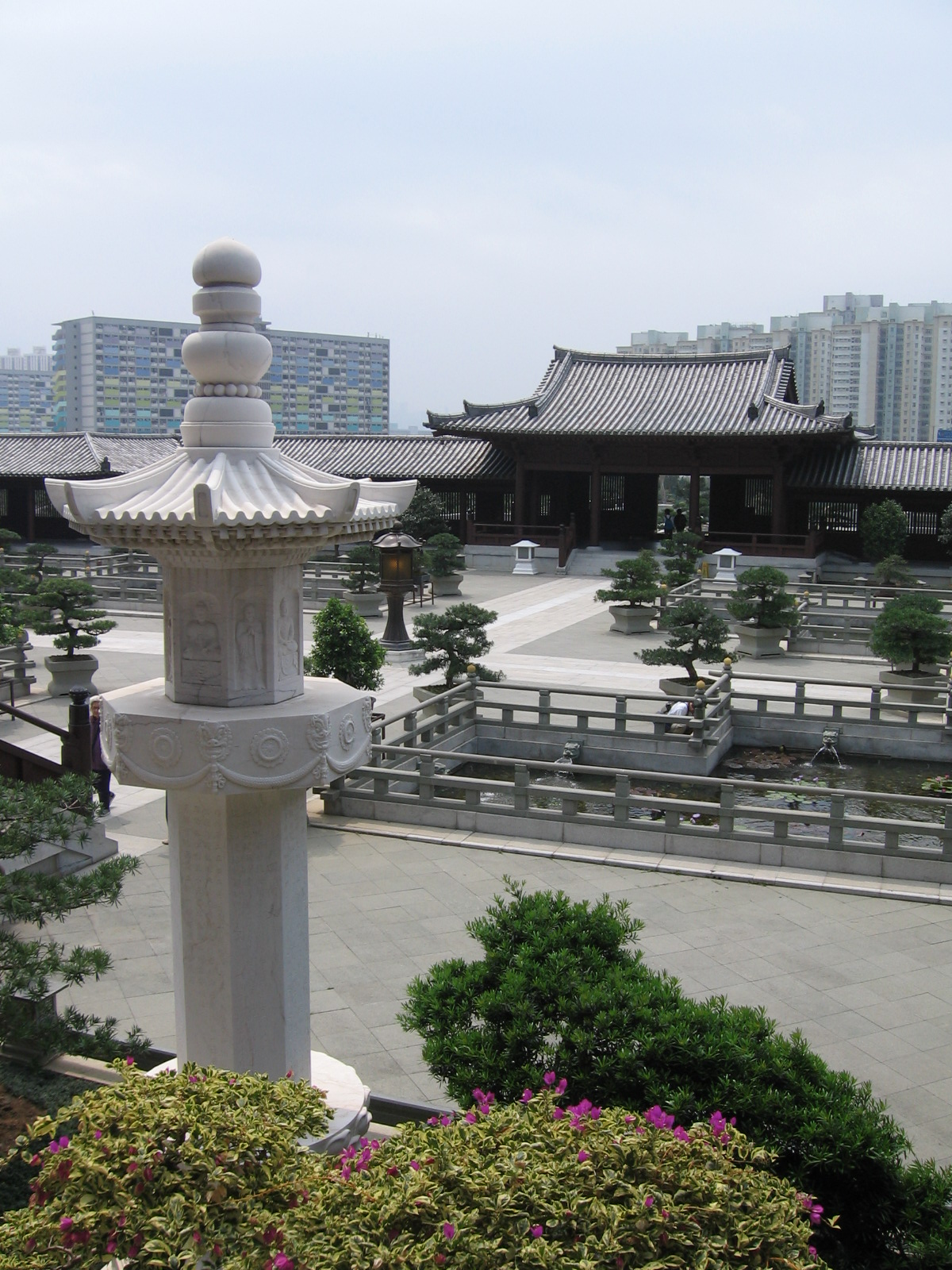
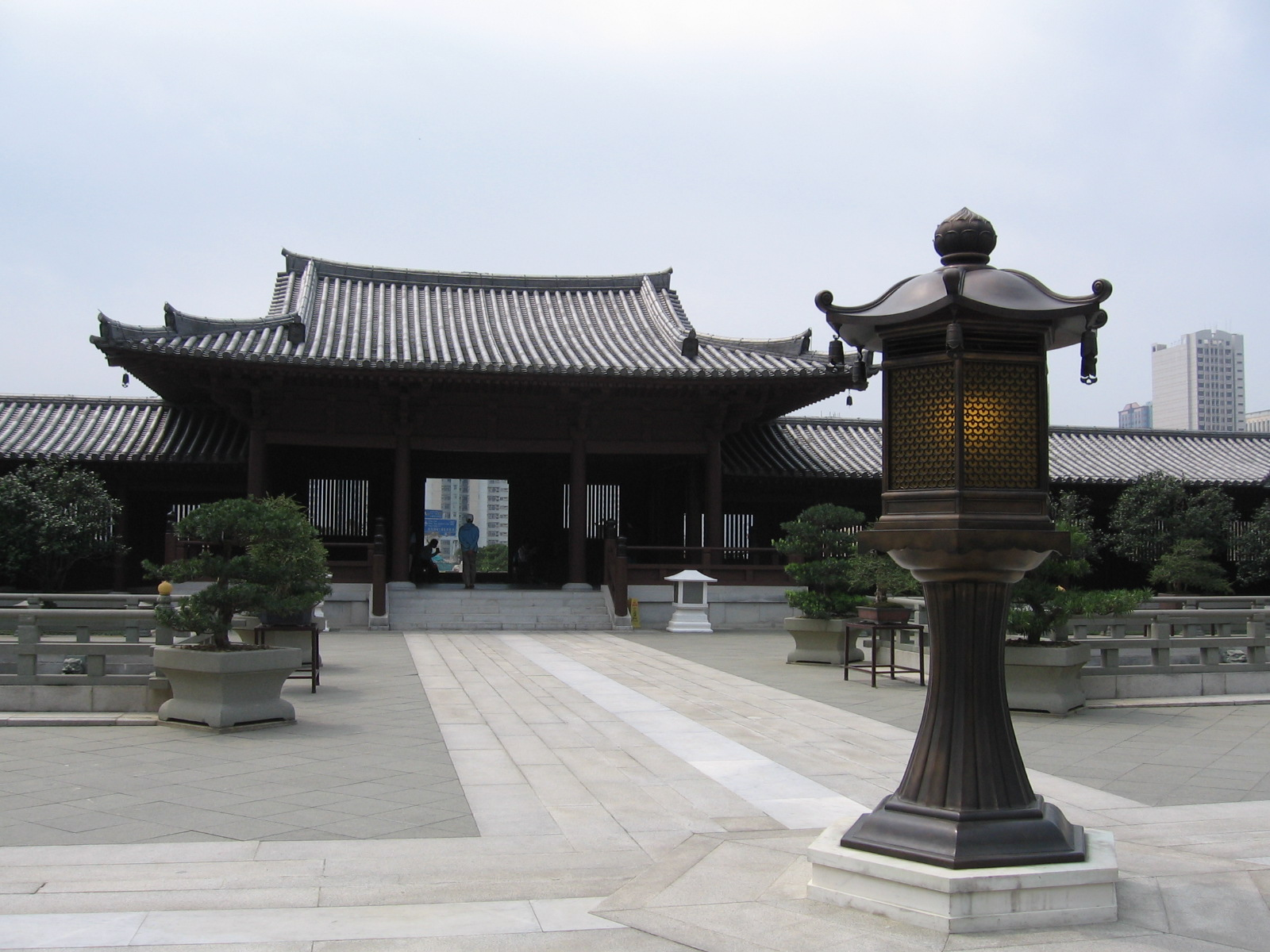
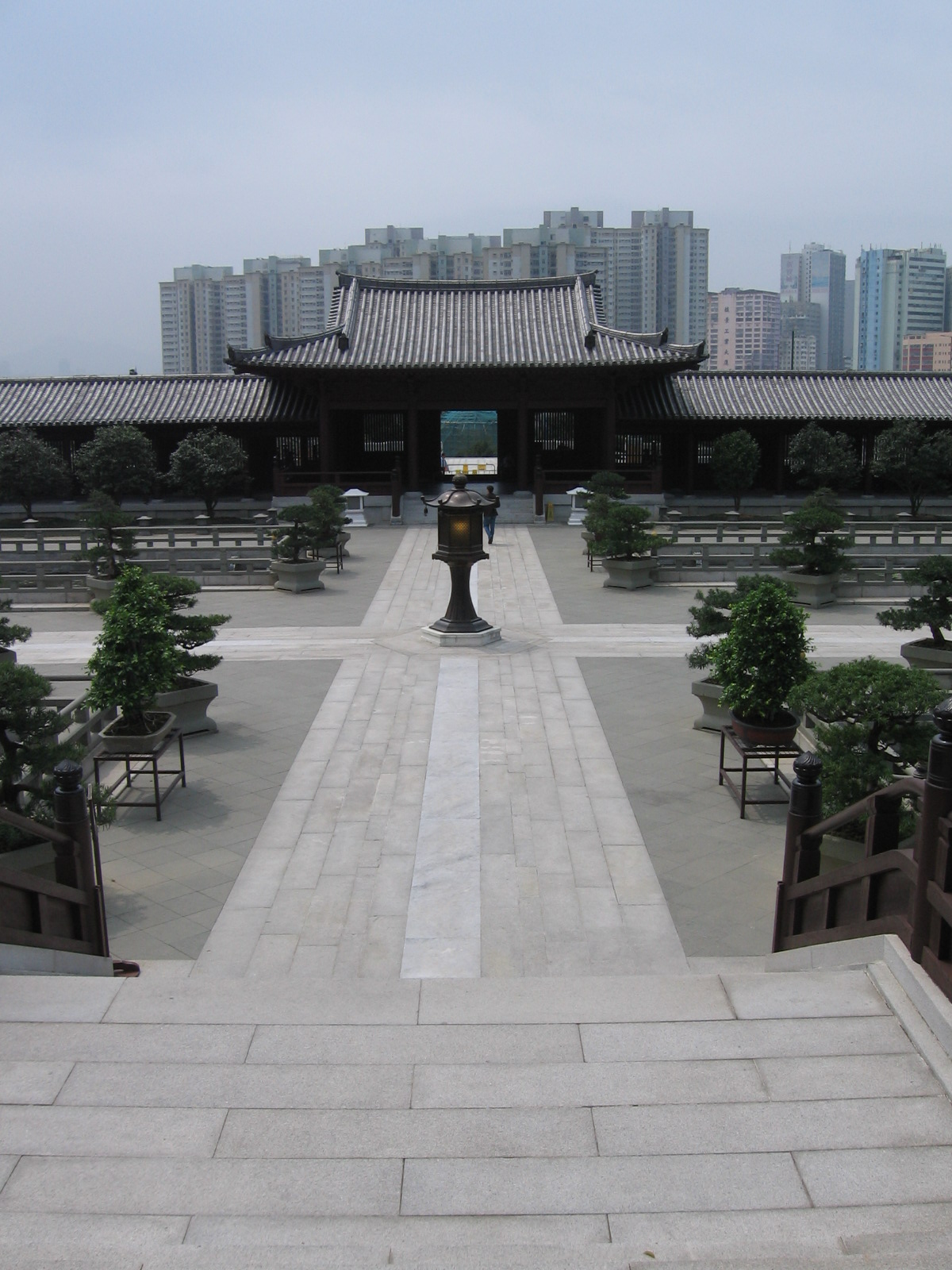